# Akazienrußmeise
Die Akazienrußmeise (Melaniparus cinerascens, Syn.: Parus cinerascens) ist eine Vogelart aus der Familie der Meisen (Paridae).
Sie wurde als konspezifisch mit der Somalirußmeise (Melaniparus thruppi), der Miomborußmeise (Melaniparus griseiventris) oder der Kaprußmeise (Melaniparus afer) angesehen.

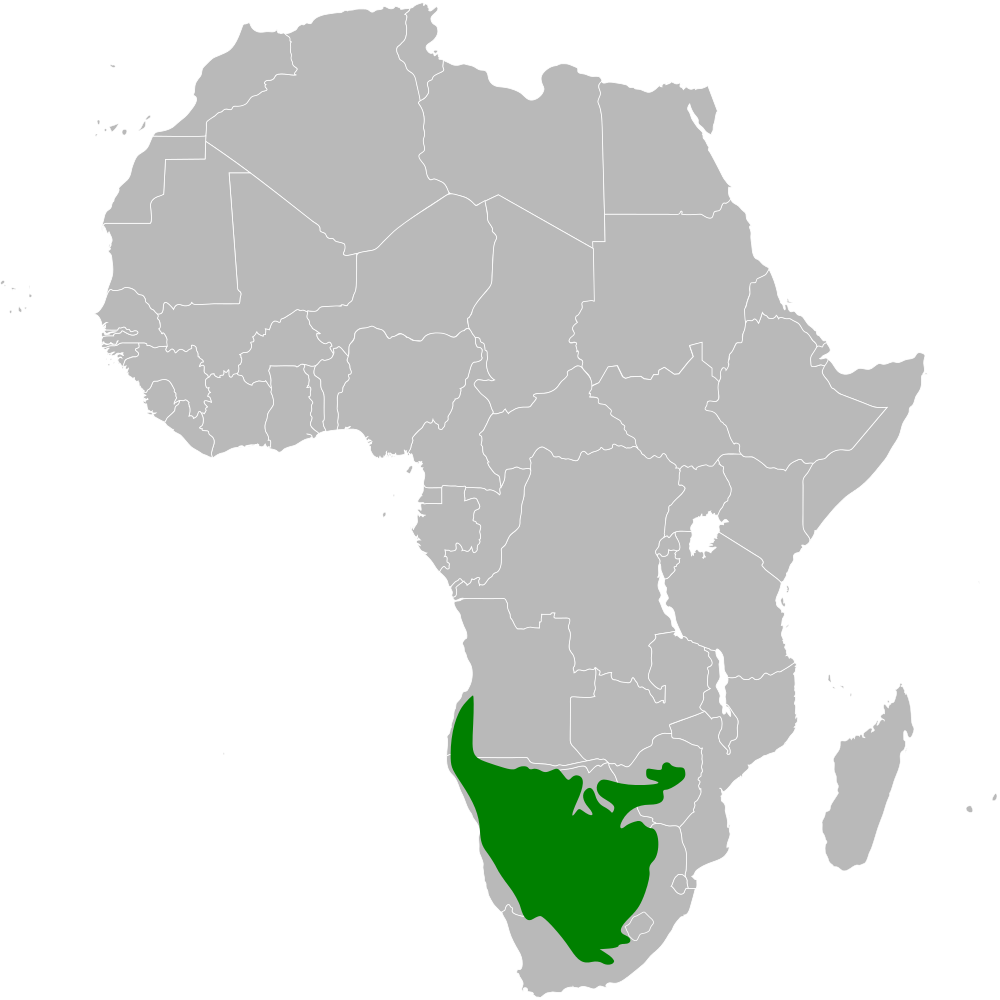
Ausbreitungsgebiet der Akazienrußmeise

Der Vogel kommt im südlichen Afrika vor in Angola, Botswana, Namibia, Simbabwe und Südafrika.
Der Lebensraum umfasst hauptsächlich trockene Akazien-Savanne, gerne Kameldorn, auch Galeriewald, offenen Sekundärwald, auch hohe Vegetation in trockenen Flussbetten, meist nicht Miombo von 275 bis 1370, seltener bis 1880 m Höhe.
Der Artzusatz kommt von lateinisch cinis, cineris ‚Asche‘.
Diese Meise ist ein Standvogel, zieht aber örtlich umher, kann außerhalb der Brutzeit in Brachystegia-bewachsene Gebiete wandern, taucht als gelegentlicher Winterbesucher in KwaZulu-Natal auf.

## Merkmale
Die Art ist 14–15 cm groß und wiegt 18–22 g, eine große graue Meise mit schwarz-weißer Kopfzeichnung und einer schwarzen Brust, Kehle und schwarzem Bruststreif. Das Männchen ist von der Stirn bis zum Nacken und seitlich bis unter die Augen schwarz mit leicht bläulichem Schimmer in frischem Gefieder. Mittig am Nacken ist ein weißer Fleck. Die Oberseite ist grau, die längsten Oberschwanzdecken haben schwärzliche Spitzen, der Schwanz ist schwarz mit weißen Spitzen, außen mit schmalen weißen Rändern. Die Flügeldecken sind schwärzlich-grau mit weißen Spitzen und Rändern. Wangen, Ohrdecken und Nackenseiten sind weiß, Kinn und Kehle bis unter die Ohrdecken und die Brustmitte sind schwarz, an Kehle und Brust leicht glänzend. Von der Brust zieht sich nach hinten schmaler zulaufend eine schwarze Linie bis zum Bauch seitlich leicht weißlich bis hellgrau abgesetzt. Die Unterseite ist grau mit Ausnahme der dunkleren Unterschwanzdecken mit weißlichen Spitzen. Die Iris ist braun bis dunkelbraun, der Schnabel ist schwarz, die Beine blaugrau oder dunkelgrau.
Weibchen sind etwas brauner auf der Oberseite. Jungvögel sind blasser, dunkelbraun an Scheitel und Kehle, am Rücken braun überhaucht, der Schwanz ist dunkler braun mit sehr schmalen grauweißen Spitzen, die schwarze Linie auf der Brust mittig fehlt meist noch.
Diese Meise unterscheidet sich von der Kaprußmeise (Melaniparus afer) durch blau-grauen und nicht braun-grauen Rücken, graue und nicht gelbbraune  Flanken und den weißen und nicht gelbbraunen Nackenfleck. Sie unterscheidet sich von der Miomborußmeise (Melaniparus griseiventris) durch den größeren Schnabel, den helleren oder deutlicher glänzenden Scheitel, durch graue, nicht weißliche Flanken, durch weiße und nicht gelbbraune Wangen und durch schmalere weiße Ränder der Flügeldecken.

## Geografische Variation
Es werden folgende Unterarten anerkannt:
- M. c. benguelae (Beryl Patricia Hall & Melvin Alvah Traylor, Jr., 1959), – Südwestangola und Nordwestnamibia, Unterseite deutlich blasser ohne blasse Abgrenzung zwischen Flanken und mittiger Linie
- M. c. cinerascens (Vieillot, 1818), Nominatform – Namibia, Botswana, Simbabwe und Südafrika, schließt die Unterart M. c. orphnus (Clancey, 1958) mit ein.[9]

## Stimme
Die Lautäußerungen bestehen aus einem dünnen, zischenden „si-si-si“ oder einer Folge von „psi-psi“ oder „sisisisi-cha-cha-cha“ Lauten, auch aus einem harscheren „psi-psi-chrrrr“. Der Alarmruf wird als nasales Rasseln wie „jejejejejejejeje“, „chrrrrrr“ oder „tschrr tschrr tschrr“ beschrieben. Der Gesang ist eine Folge trillernder Töne „tlu-tlu-tlu-tlu-tlu-tlu, chi-chi-chi-chi-chi, tri-tri-tri-tri-tri“, insgesamt sehr ähnlich der Kaprußmeise (Melaniparus afer).

## Lebensweise
Die Nahrung besteht aus kleinen Wirbellosen, gerne Käfer, Schmetterlingen, Spinnentieren, Ameisen, Zweiflüglern, auch Früchten und Pflanzensamen. Gejagt wird einzeln, paarweise oder in kleinen Gruppen, außerhalb der Brutzeit auch in gemischten Jagdgemeinschaften, meist in mittlere Baumhöhe, selten am Erdboden.
Die Brutzeit liegt zwischen September und April. Die Art ist monogam und ortsständig, möglicherweise gibt es Bruthelfer. Das Nest wird in 2–4 m Höhe in einer Baumhöhle oder einem Loch im Erdboden angelegt. Das Gelege besteht aus 3–6 Eiern. Das Weibchen brütet über 11–13 Tage und wird vom Männchen versorgt.

## Gefährdungssituation
Der Bestand gilt als „nicht gefährdet“ (Least Concern).